# L'Écaille
 L'Écaille  es una comuna y población de Francia, en la región de Champaña-Ardenas, departamento de  Ardenas, en el distrito de Rethel y cantón de Asfeld.
Su población en el censo de 1999 era de 131 habitantes.
Está integrada en la Communauté de communes de l’Asfeldois .
- Datos: Q402614
- Multimedia: L'Écaille / Q402614

1. ↑  Worldpostalcodes.org, código postal n.º 08300.
2. ↑  INSEE, Datos de población para el año 2012 de L'Écaille (en francés).